# 도깨비불 현상
도깨비불 현상, 또는 종성우선현상은 두벌식 한글 입력기에서 곧 초성이 될 자음이 종성에 먼저 붙는 현상이다. 자음이 종성인지 초성인지 알 수 없어 우선 종성으로 간주하여 아래에 붙었다가, 다음 입력이 모음이면 초성 자리로 옮겨붙는 것이다. 예를 들어 '위키백과'를 입력하는 과정은 다음과 같이 보인다.
위 예에서는
- '위'에서 '키'로 넘어갈 때
- '윜', '키'에서 '백'으로 넘어갈 때
- '킵', '백'에서 '과'로 넘어갈 때 '밲'

'위키백과'를 칠 때 일어나는 도깨비불 현상. 도깨비불 현상이 일어나는 곳이 초록색으로 강조되어 있다.

이라는 '위키백과'와는 무관한 글자가 입력된다. 이는 한글 입력에서 문제를 일으키며, 속도에서도 영향을 준다. 풀어쓰기가 인기를 잠깐동안 끌었던 것도 이런 이유에서다.

## 문제점
도깨비불 현상이 일어날 때에는 빠르게 글자가 바뀐다. 이것은 한글의 전산 처리 속도에서 영향을 주었다. 컴퓨터의 속도가 비약적으로 향상된 이전과 같은 문제 대신 증분 검색에서 문제가 발생한다. 증분 검색은 입력한 글자로 시작하는 검색어들을 자동으로 보여주는 것으로, 글자가 바뀔 때마다 서버에 요청을 보내야 한다. 이 때 글자가 빠르게 바뀌며 입력된다면 컴퓨터와 서버에 모두 부하가 간다.

## 세벌식에서
초성과 종성이 분리되어 있는 세벌식을 사용하면 '위'에서 '키'로 넘어갈 때 '위ㅋ'가 되어 문제가 없다. 하지만 대한민국에서는 두벌식을 압도적으로 많이 사용하는 탓에, '위ㅋ'로 입력되어도 '윜'의 오타로 인식하고 다시 '윜'의 결과를 보여주는 경우도 있어 여전히 문제이다.